# AsiaSat 2
O AsiaSat 2 (também chamado de Amos 5i) foi um satélite de comunicação geoestacionário que foi construído pela Lockheed Martin/Astro Space, ele esteve localizado na posição orbital de 120 graus de longitude leste e era operado pelas empresas AsiaSat e Spacecom. O satélite foi baseado na plataforma AS-7000 e sua vida útil estimada era de 13 anos.

## História
O AsiaSat 2 foi inicialmente operado pela Asia Satellite Telecommunications Company com base em Hong Kong. Ele esteve posicionado em órbita geoestacionária em uma longitude de 120° leste do Meridiano de Greenwich. Ele passou a maior parte de sua vida operacional em 100,5° leste, de onde ele foi usado para fornecer serviços via satélite, incluindo radiodifusão, áudio e transmissão de dados, para a Ásia e o oceano Pacífico. O satélite ficou fora de serviço em maio de 2012 e foi enviado para a órbita cemitério.
No final de 2009, o satélite AsiaSat 2 foi alugado para a empresa israelense Spacecom para ser operado como AMOS 5i a partir da posição orbital de 17 graus de longitude leste, como uma medida temporária até que o AMOS 5 se tornasse operacional em 2011. Depois disso, voltou à designação AsiaSat 2 e foi estacionado como substituto em 120 graus de longitude leste para reter os direitos regulatórios da Tailândia sobre a posição orbital até que o AsiaSat 6 / Thaicom 7 se tornasse operacional.
O satélite foi retirado de serviço em maio de 2012 e foi transferido para a órbita cemitério.

## Lançamento
O satélite foi lançado com sucesso ao espaço no dia 28 de novembro de 1995 às 11:30:05 UTC, abordo de um foguete Longa Marcha 2E com o estágio superior FG-46. Foi o primeiro voo do FG-46, e o primeiro lançamento chinês desde o fracasso do Apstar 2, que matou um número de habitantes em janeiro de 1995. a partir do Centro Espacial de Xichang, na China. Ele tinha uma massa de lançamento de 3.460 kg.

## Capacidade
O AsiaSat 2 era equipado com 24 transponders em banda C e 9 em banda Ku. Ele foi um satélite interino colocado na posição orbital de 120 graus leste, até que um novo satélite (o AsiaSat 6/Thaicom 7) contratado com a Space Systems/Loral seja lançado para esse slot orbital no início de 2014, mas o AsiaSat 2 saiu de serviço em 2012.